# NGC 6003
NGC 6003 ist eine 13,4 mag helle linsenförmige Galaxie vom Hubble-Typ S0 im Sternbild Schlange, die schätzungsweise 180 Millionen Lichtjahre von der Milchstraße entfernt ist.
Das Objekt wurde am 19. Juni 1879 von Édouard Stephan entdeckt.